# Messerschmitt
Messerschmitt AG a fost o renumită firmă germană producătoare de avioane, cunoscută mai ales pentru modelele Bf 109 (primul avion de vânătoare modern) și Me 262 (primul avion cu reacție) iar Willy Messerschmitt a fost inițiatorul dezvoltării acestor modele. După al doilea război mondial compania a devenit parte a firmei Messerschmitt-Bölkow-Blohm, cumpărată în 1989 de DASA, care în prezent este parte a EADS.